# Anamorfo

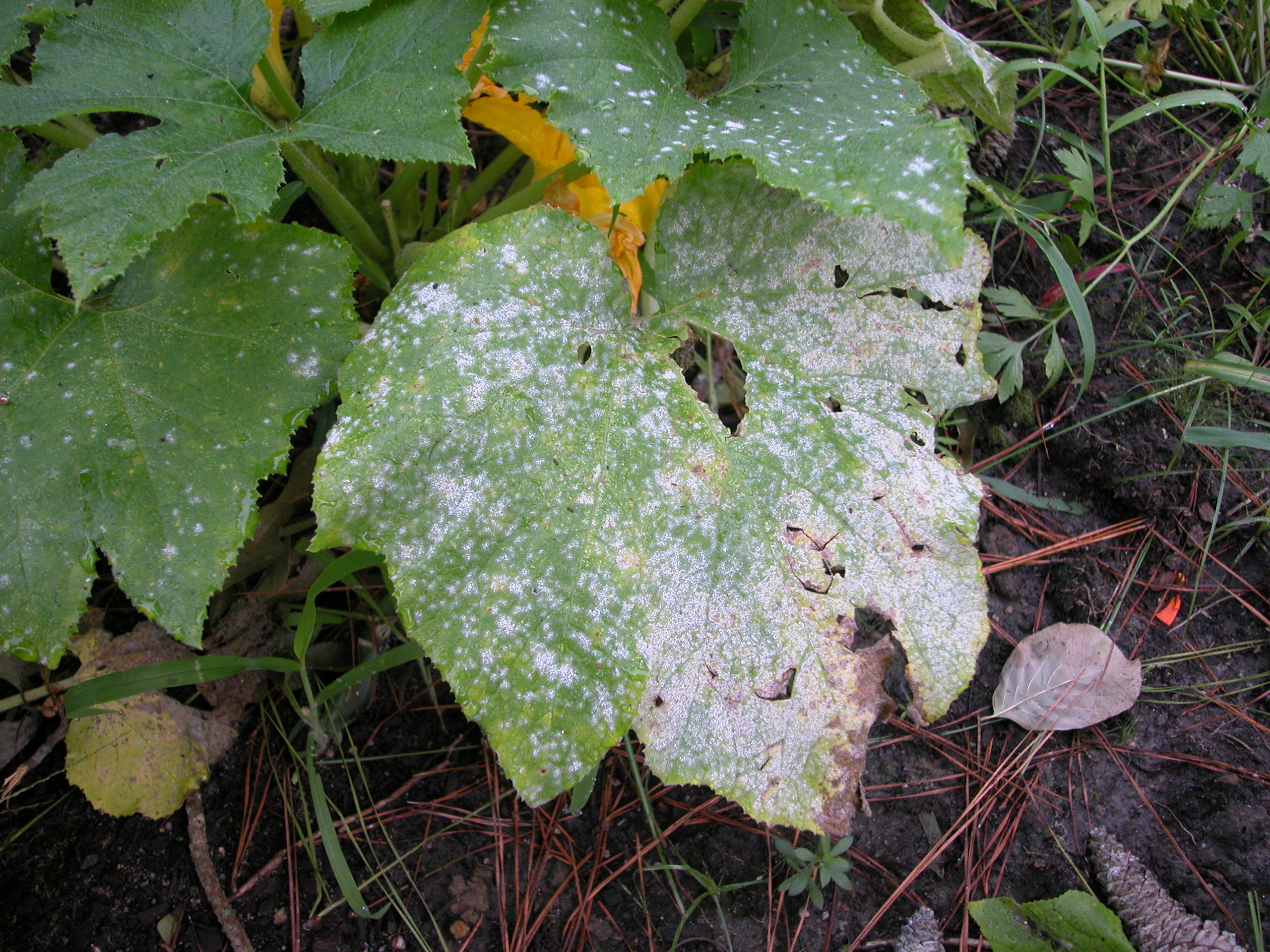
Folha de aboboreira recoberta pelo anamorfo da espécie Uncinula necator.

Anamorfo, ou estádio mitospórico, é a designação dada em Micologia à forma reprodutiva assexual de um fungo. Esta forma, em conjunto com o correspondente teleomorfo (ou estádio meiospórico), forma o holomorfo da espécie. Por não se conhecer a relação entre as diversas formas de muitas das espécies de fungos, incluindo algumas das mais comuns, entre as quais a que causam o oídio, os anamorfos e telemorfos de muitas destas espécies foram descritos como espécies separadas, recebendo nomes binomiais distintos, o que ainda se reflecte na designação agronómica de muitas fitopatologias por eles causadas. Em muitos casos apenas o recurso à análise genética e à biologia molecular permite associar as diversas formas da espécie.
A maior parte dos anamorfos conhecidos foram originalmente colocados no grupo Fungi imperfecti (os Deuteromycetes), um agrupamento de espécies artificialmente criado (isto é sem base filogenética) para acomodar os fungos para os quais se desconhece (ou desconheciam) as formas sexuadas. O Código Internacional de Nomenclatura Botânica permite a manutenção de nomes específicos de anamorfos, atribuindo contudo a designação do respectivo teleomorfo, quando conhecido, ao holomorfo da espécie. 
Quando existe mais de uma forma conhecida de anamorfo de uma mesma espécie, ao conjunto aplica-se o nome de sinanamorfo da espécie.